# La Famille Fenouillard
Pour les articles homonymes, voir La Famille Fenouillard (homonymie).
La Famille Fenouillard, écrite et dessinée par Christophe de 1889 à 1893, est l'une des premières bandes dessinées françaises. Les personnages apparaissent dans un feuilleton illustré du Journal de la jeunesse le 12 janvier 1889. D'abord appelée « Cornouillet », la famille prend son nom de Fenouillard le 31 août dans Le Petit Français illustré, où se poursuit — sous forme de bande dessinée — la publication de ses mésaventures. Un album paraît en 1893.
L'humour de cette bande dessinée sans bulles marque toute une époque. Saugrenue, riche en péripéties burlesques, La Famille Fenouillard est une caricature des bourgeois français : un digne bonnetier enrichi, son épouse un peu raide, leurs deux filles niaises. La famille doit affronter les surprises, les difficultés et les dangers que réservent les voyages. Car la famille Fenouillard voyage. Elle effectue même un tour du monde involontaire.

## Univers
Cette critique caustique de la bourgeoisie met en scène une famille de bonnetiers. Agénor Fenouillard a convolé en justes noces avec Léocadie Bonneau. Les fruits de leur union sont deux filles : Artémise, l'aînée, et Cunégonde, la cadette. Les Fenouillard explorent d'abord la Normandie, et embarquent malgré eux au Havre pour l'Amérique. Ils rencontrent les Sioux, les trappeurs du détroit de Béring et enfin les Papous. Après un passage par la Perse et l'Égypte, ils finissent par revenir triomphalement à Saint-Remy-sur-Deule.
Ce tour du monde involontaire contraste avec l'immobilisme d'un cousin de M. Fenouillard dont les aventures débutent en feuilleton en 1893 : le savant Cosinus qui, lui, veut voyager, et ne dépasse pas les faubourgs de Paris.

## Personnages
- Agénor, le père, 45 ans, une « face prudhommesque[7] ». Toute sa « vaste personne » sue « la satisfaction et le contentement de soi-même[7] ». À l'école, il a « failli avoir un quatorzième accessit de géographie[8] ». C'est un « bourgeois un peu couard », mené par sa femme. Pour éviter que les autres — surtout ses filles — ne s'en aperçoivent, il se donne des airs indépendants, qui ne trompent personne[9]. « Au fond, dit Christophe, c'est le brave bourgeois, un peu sentencieux, qui, pas plus que les autres membres de sa famille, n'a la moindre méchanceté dans l'âme. Il ne déteste cependant pas de lancer parfois le trait satirique et même piquant[9]. » En se costumant à la mode de chaque pays visité, il annonce les Dupond et Dupont, dans Les Aventures de Tintin[8].
- Léocadie, la mère. De l'esprit de décision[9].
- Artémise, la fille aînée, quinze ans[10].
- Cunégonde, la cadette, quatorze ans[10].
- Azor, chien de la famille Cornouillet. Il la suit dans sa partie de campagne. En revanche, il n'est pas mêlé aux aventures de la famille Fenouillard. Il figure seulement dans le grand dessin où Artémise et Cunégonde Fenouillard sont au piano[11].
- Docteur Guy Mauve, médecin du transatlantique qui emmène les Fenouillard en Amérique. Il réapparaît au Japon, chez les Papous et à Séville, et finit par s'établir à Saint-Remy-sur-Deule.

## Contexte éditorial
C'est le Suisse Rodolphe Töpffer qui, en 1827, crée la première bande dessinée : L'Histoire de M. Vieux-Bois.

### Débuts de la bande dessinée française
En France, dans les années 1840-1850, des émules de Töpffer — Cham, Nadar, Gustave Doré – s'essaient brièvement à cette technique narrative.
Dans les années 1880-1890, Willette, Caran d’Ache (Histoire de Marlborough), Steinlen, Louis Doës, Émile Cohl et Henri de Sta renouvellent la bande dessinée française. D'horizons très divers, ils ont en commun d'être des humoristes et de tourner en dérision le bourgeois. La Famille Fenouillard, satire de la bourgeoisie, s'inscrit donc dans ce mouvement.
Christophe se réclame de Töpffer. Mais, tandis que Töpffer manifeste un total irrespect des institutions, Christophe reste neutre : il éprouve du respect pour l'armée, il a la prudence d'ignorer l'Église.

### La bulle ne s'est pas encore imposée
Dès 1886, dans « Le ténor entêté », Caran d'Ache a recours occasionnellement à la bulle. Aux États-Unis, celle-ci ne devient la norme qu'à partir de 1900. Il faut attendre la publication en 1908 de Sam et Sap de Rose Candide pour qu'une BD française l'utilise systématiquement. La bulle ne s'impose réellement en France qu'à partir de 1925, avec Zig et Puce d'Alain Saint-Ogan.

### Débuts de Christophe
Docteur en sciences naturelles, préparateur de botanique à la Faculté des sciences de Paris, Christophe fait paraître le 15 septembre 1887 ses premiers dessins de divertissement dans le mensuel pour enfants Mon journal, publié par la librairie Hachette. Il s'agit d'une bande dessinée sans bulles (le texte est imprimé sous chaque case), en deux planches : l'« Histoire drolatique de maître Pierre ».

## Publication en feuilleton

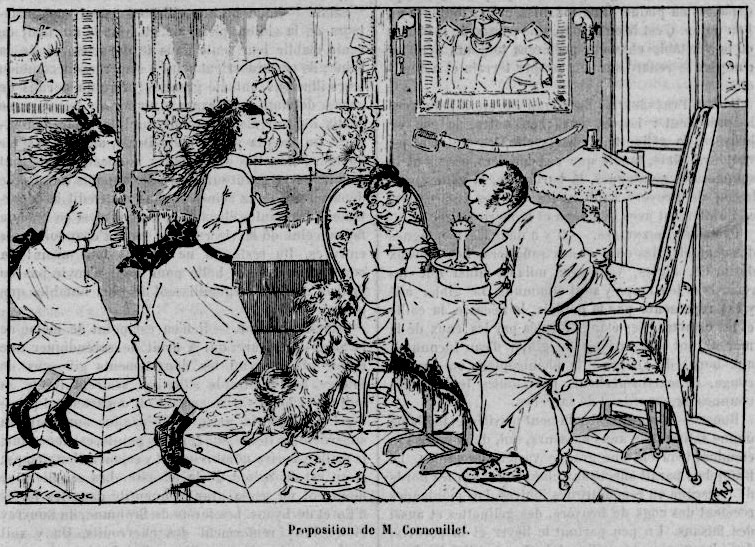
12 janvier 1889 : première apparition de la famille Cornouillet, qui va devenir sept mois plus tard la famille Fenouillard.

### «Une partie de campagne»
Christophe a 32 ans lorsque la première aventure de sa famille loufoque, « Une partie de campagne », paraît en dix épisodes dans Le Journal de la jeunesse (hebdomadaire d'Hachette) du 12 janvier (no 841) au 16 mars 1889 (no 850). Il s'agit ici de texte illustré. La famille s'appelle Cornouillet. Elle vit encore à Paris, où le père est bijoutier. Mais elle présente déjà tous les traits de la famille Fenouillard. Cette histoire vaut à Christophe d'être remarqué par Armand Colin. L'éditeur lui commande une aventure qui mènerait la famille Cornouillet à l'Exposition universelle. Celle-ci va se tenir à Paris, de mai à octobre.

### «La famille Fenouillard à l'Exposition»
Une semaine après la fin de la parution d'« Une partie de campagne », Christophe commence à publier des bandes dessinées dans un tout nouveau périodique pour enfants d'Armand Colin, Le Petit Français illustré. Ce sont des gags sans paroles, en une seule planche : « Pluie et orage » (no 4, 23 mars 1889), « Tirants mal cousus » (no 14, 1er juin), « Un arroseur public » (no 23, 3 août).
Et c'est dans Le Petit Français illustré no 27 (31 août 1889) que la famille Cornouillet trouve son nom et son lieu de résidence définitifs : elle s'appelle désormais la famille Fenouillard ; Agénor est Parisien d'origine, mais négociant retraité ; il s'est retiré à Saint-Remy-sur-Deule, localité imaginaire du département tout aussi imaginaire de Somme-Inférieure. Christophe écrit son texte au crayon sur les planches originales, et on y lit : « famille Cornouillet ». Ce n'est que sur les épreuves qu'il remplace le nom de Cornouillet par celui de Fenouillard. On peut imaginer qu'il s'agit d'éviter tout incident avec Hachette. « La famille Fenouillard à l'Exposition » paraît dans Le Petit Français illustré, du 31 août (no 27) au 28 septembre 1889 (no 31). Ce n'est plus du texte illustré, mais de la bande dessinée en noir et blanc, sans bulles : après un petit texte d'introduction, Christophe opte pour des planches à la française, découpées en huit cases d'égales dimensions. Chaque case est soulignée d'un texte très court (une à trois lignes de narration ou de dialogues). Le récit est en cinq planches.

### «Deuxième voyage de la famille Fenouillard»
Le « Deuxième voyage de la famille Fenouillard » paraît en trois planches dans Le Petit Français illustré, du 8 (no 50) au 22 février 1890 (no 52). Les planches ne comptent plus que six cases, car le texte est plus fourni (quatre à six lignes).

### Suite et fin de la publication en feuilleton
La publication en feuilleton des tribulations de la famille Fenouillard se poursuit dans Le Petit Français illustré jusqu'au 24 juin 1893. Christophe va maintenant se consacrer à trois autres BD :
- Les Facéties du sapeur Camember, dont la publication a commencé dans Le Petit Français illustré le 4 janvier 1890[30] ;
- L'Idée fixe du savant Cosinus, qui va débuter le 9 décembre 1893[31] ;
- Les Malices de Plick et Plock, qui vont commencer à paraître le 23 décembre 1893[32].

### Chapitre inédit
L'« Apothéose de M. Fenouillard », resté inédit, est publié dans le numéro 25 de L'Actualité littéraire en juin 1956.

## Albums

### L'album original
En 1893, les déboires de la famille Fenouillard sont réunis dans un album à l'italienne, en couleur, de 79 pages, « destiné à donner à la jeunesse française le goût des voyages, et écrit spécialement pour les enfants de 5 à 95 ans ». Il paraît chez Armand Colin. « Une partie de campagne », l'aventure de la famille Cornouillet, n'y figure pas. « La famille Fenouillard à l'Exposition » n'y figure pas non plus. Le « Deuxième voyage de la famille Fenouillard » y est remanié par Christophe : il compte maintenant cinq planches au lieu de trois, et le format passe à l'italienne. Agénor Fenouillard n'est plus ni bijoutier parisien ni négociant parisien retiré à Saint-Remy-sur-Deule ; il est « bonnetier de père en fils » à Saint-Remy-sur-Deule. Textes et dessins sont de Christophe. L'album est plusieurs fois réédité.

### Autres parutions en album
- La Famille Fenouillard, Paris, Armand Colin, 1895. Première réédition. Petit format, avec culs-de-lampe inédits. Noir et blanc[34].
- La Famille Fenouillard, Paris, Armand Colin, s.d. circa 1917, 5ème édition en couleurs[38].
- La Famille Fenouillard, coll. « La Lanterne magique », Paris, Club du meilleur livre, 1957. Couleurs[39].
- La Famille Fenouillard, Armand Colin, 1959. Couleurs[39].
- La Famille Fenouillard, petite édition carrée, Armand Colin, 1964[39].
- La Famille Fenouillard, Paris, Le Livre de poche, 1965[39].
- La Famille Fenouillard, Armand Colin, 1973. Couverture rouge cartonnée, non illustrée. Format à l'italienne (255 × 200 mm). Non paginé (160 pages). Reproduit l'édition originale couleur de 1893, augmentée des culs-de-lampe noir et blanc de l'édition de 1895[40].
- La Famille Fenouillard part en voyage, coll. « Renard poche », Paris, L'école des loisirs, 1975[39].
- La Famille Fenouillard au mont Saint-Michel, Fribourg, Calligram, 1992.
- La Famille Fenouillard au Havre, Calligram, 1993.
- La Famille Fenouillard chez les Sioux, Calligram, 1993.

## Péripéties
Condamné à la torture par les Sioux, M. Fenouillard se compare à Régulus, à Mucius Scævola et à Porcon de La Barbinais.
Le narrateur reçoit du Japon une dépêche par le pantélégraphe de Casselli.
M. Fenouillard ayant insulté le Mikado (en qui il voit un acteur de théâtre), il apprend par un officier du taïkoun qu'il est condamné au hara-kiri.

## Citations
- « C'est pas tout ça ! mais nous devenons de vrais mollusques ! J'entends que, dès demain, nous partions en voyage ! — Oh ! veine ! » (Mme Fenouillard)
- Le musée d'Anvers à Bruxelles, « qui est un revolver chargé au cœur de l'Angleterre, comme a dit Jules César » (M. Fenouillard)
- « Quand on se penche sur un puits, lui répétait sans cesse M. Fenouillard, et qu'on perd l'équilibre, on tombe dedans. »
- « La perfide Albion qui a brûlé Jeanne d'Arc sur le rocher de Sainte-Hélène. »
- « Sachez, mes filles, que nous sommes des atomes jetés dans le gouffre sans fond de l'infini. »
- « On les y retrouva amaigris mais heureux, ayant trouvé une méthode simple pour l'addition des nombres à un chiffre basée sur le principe de la spirale logarithmique. »

## Influences
C'est surtout à partir du règne de Louis-Philippe que les artistes entreprennent de ridiculiser le mauvais goût, la bêtise et la suffisance des bourgeois. En 1830, Henry Monnier crée monsieur Prudhomme. En 1860, Eugène Labiche et Édouard Martin font représenter Le Voyage de monsieur Perrichon. Comme Perrichon, Fenouillard est un bourgeois enrichi, ingénu, vaniteux, poltron, parfois bonhomme, parfois d'une gravité comique, sentencieux, grand spécialiste du lieu commun,. François Caradec estime cependant que Christophe doit « assez peu » à Monnier et à Labiche.
Le voyage cocasse est un thème répandu au XIXe siècle. On le trouve d'ailleurs dans des bandes dessinées de Töpffer. Christophe considère Töpffer comme son « maître » et son « modèle » non seulement pour le dessin, pour le ton, mais aussi pour la forme de récits où les personnages voyagent beaucoup,. Certains passages du grand voyage de la famille Fenouillard font penser au Tour du monde en quatre-vingts jours de Jules Verne, publié en 1872. On peut citer d'autres influences : Les Enfants du capitaine Grant (1868) et le dément Hector Servadac (1877) de Jules Verne ; ou les Aventures de Robert-Robert (1839) de Louis Desnoyers.

## Accueil et postérité
Après la publication en feuilleton de « La famille Fenouillard à l'Exposition », ce sont les lecteurs, enthousiastes, qui exigent une suite : Christophe n'y a pas songé. Chaque nouvel épisode est alors attendu avec beaucoup d'impatience. Et le succès de La Famille Fenouillard incite Christophe à produire trois autres feuilletons : Les Facéties du sapeur Camember, L'Idée fixe du savant Cosinus et Les Malices de Plick et Plock. Tout comme les histoires en images de Töpffer, ces quatre histoires sont « reconnues aujourd’hui comme de véritables chefs-d’œuvre et des jalons essentiels de la bande dessinée ».

## Adaptations
- Fernand Nozière et Pierre Humble font représenter au théâtre du Petit Monde La Famille Fenouillard, une comédie en trois actes. La répétition générale a lieu le 8 novembre 1925. Elle est précédée d'une conférence de Tristan Bernard, dont le texte est perdu[54].
- Le cinéaste Yves Robert réalise La Famille Fenouillard, film français sorti en 1961, avec Jean Richard (Agénor), Sophie Desmarets (Léocadie), Marie-José Ruiz (Artémise) et Annie Sinigalia (Cunégonde)[55].